# شارون کیس
 شارون کیس (انگلیسی: Sharon Case؛ زادهٔ ۹ فوریهٔ ۱۹۷۱) یک هنرپیشه اهل ایالات متحده آمریکا است. وی از سال ۱۹۸۹ میلادی تاکنون مشغول فعالیت بوده‌است.